# Jan Vodehnal
Jan Vodehnal (* 9. prosince 1946 Dolní Újezd) byl český a československý politik, po sametové revoluci český ministr zemědělství a výživy a poslanec Sněmovny národů Federálního shromáždění za KSČ, pak za KSČM.

## Biografie
Pocházel ze Svitavska. Vyučil se a pracoval jako opravář zemědělských strojů. Členem KSČ se stal roku 1967. Vystudoval Agronomickou fakultu VŠ zemědělské v Brně a po několik let byl předsedou JZD. Od roku 1980 byl ředitelem Krajské zemědělské správy Hradec Králové. Od roku 1986 působil na postu náměstka ministra zemědělství a výživy České socialistické republiky.
Vrchol jeho politické kariéry ale přišel až po sametové revoluci. Od prosince 1989 do června 1990 zastával v české vládě Františka Pitry a Petra Pitharta post českého ministra zemědělství a výživy.
Ve volbách roku 1990 zasedl do české části Sněmovny národů Federálního shromáždění (volební obvod Východočeský kraj) za KSČ (KSČS), která v té době byla volným svazkem obou republikových komunistických stran. Po jejím postupném rozvolňování se rozpadla na samostatnou stranu na Slovensku a v českých zemích. V roce 1991 proto Vodehnal přešel do poslaneckého klubu KSČM. Byl členem zemědělské komise. Mandát poslance obhájil ve volbách roku 1992 za KSČM, respektive za koalici Levý blok. Ve Federálním shromáždění setrval do zániku Československa v prosinci 1992.
Od 90. let se věnuje podnikání v zemědělství a potravinářství.